# Hard Miles
Hard Miles és una pel·lícula dramàtica esportiva estatunidenca del 2023 escrita per Christian Sander i R.J. Daniel Hanna, que també l'ha dirigida. És protagonitzada per Matthew Modine, Cynthia McWilliams, Jahking Guillory, Jackson Kelly, Damien Diaz, Zach Robbins, Leslie David Baker i Sean Astin. S'ha doblat i subtitulat al català.
La pel·lícula es va estrenar al Festival de Cinema de Bentonville el 13 de juny de 2023 i va arribar als cinemes dels Estats Units el 19 d'abril de 2024.
El juny de 2022 es va anunciar que Matthew Modine havia estat escollit per a la pel·lícula i que el rodatge principal va tenir lloc a Los Angeles i Lone Pine. L'agost de 2022 es va anunciar que Sean Astin havia estat escollit per a la pel·lícula.